# 園山俊二
園山 俊二（そのやま しゅんじ、1935年〈昭和10年〉4月23日 - 1993年〈平成5年〉1月20日）は、日本の漫画家。血液型B型。

## 略歴
島根県松江市外中原町生まれ。島根大学教育学部附属小学校、同附属中学校、島根県立松江高等学校（現・島根県立松江北高等学校）を経て、早稲田大学商学部卒業。
早稲田大学在学中、英文科の講師三浦修や、同級生のしとうきねおらとともに早稲田大学漫画研究会を創設するも、結核の療養のため1年休学。復学後に漫研に復帰し、後輩の福地泡介、東海林さだおと出会う。園山・福地・東海林はのちに相次いでプロとなり、3人が出揃った1960年代後半当時の学生運動になぞらえて「漫画界の三派全学連」と称された。
在学中の1958年、学内での展覧会を通じて知己を得ていた毎日小学生新聞の編集長・原本秀雄にスカウトされ、同紙で『がんばれゴンベ』を連載開始し、プロデビュー。元は数か月だけ連載する予定だったが、35年にわたる長期連載となった。
新聞連載のかたわら、大学を卒業。しとうの世話で広告代理店に就職するも、入社当日の正午、食事に外出したまま会社に戻らず、そのまま辞職。「自分は勤め人にそぐわない性格だと判断した」「食うのにつらくても漫画一本で生きた方がよい」と思ったという。以降専業の漫画家として、児童漫画および大人漫画の連載作品を多数発表する。1961年、寺田ヒロオの紹介で、第2次新漫画党に参加。トキワ荘の漫画家たちと交流を深める。
1989年11月に手術のため入院（著書では「肝臓にできたコワイモノの除去」と説明）。その後入退院を繰り返す。1992年7月には、長期の入院・加療のため多くの連載を中断・終了する。『ペエスケ』を長期連載していた同年12月17日付の『朝日新聞』等では、「ぎっくり腰の治療」と公表していたが、実際は肝臓の病状の進行であった。当時の園山は見舞客に「肝硬変」あるいは「前癌症状」と説明していたが、交友のあった畑正憲は追悼コメントにおいて、実際の園山の病が肝臓癌であったことを明かしている。
1993年1月20日死去。57歳没。「メソメソシルナ 世の中グワンバレ」という文面の遺書を残したほか、病床でペエスケ、ヒロコ、平太、ガタピシなど『ペエスケ』の主要キャラクターをひとりひとり描いて別れを告げたという。翌1月21日付の『朝日新聞』朝刊には、園山が死の直前に書いた動物の絵と、東海林さだおの追悼文からなる特集が1ページ半にわたり掲載された。

## 受賞歴
- 1976年 第22回文藝春秋漫画賞（『ギャートルズ』等）
- 1977年 第6回日本漫画家協会賞特別賞（『がんばれゴンベ』）
- 1993年 勲四等瑞宝章 ※没後受章

## 作風・人物
- 小学館『デジタル大辞泉』においては、「飄々としたタッチでほのぼのとした日常を描く」と評されている[10]。東海林さだおは「白い画用紙のまん中に、スーッと一本、鉛筆で横に線を引くと、すでにそれは大平原と空を分かつ地平線なのであった」「それが園山さんの代表作『ギャートルズ』なのだった」と園山のシンプルな描線による画風を評した[11]。
- ユーモラスな擬音を多く用いている。しっかりと握って離さない状況を示す「シッカ」など。
- メスのカエルに乳房を描くなど、動物に対する強い擬人化表現が見られる。
- 愛称は「おんちょ」。音痴であったことから[12]。
- 趣味は麻雀。アニメ版の「はじめ人間ギャートルズ」でも父ちゃんが4人で麻雀をする描写を入れたくらいだった（第23回「クルクルマワルラーの巻」）。
- 1982年に日本自然保護協会の理事に就任。宍道湖の淡水化計画に反対する活動を行った[13]。

## 主な作品

### 漫画
- がんばれゴンベ（1958年 - 1992年、毎日小学生新聞）

通算連載回数は9775回。1980年に東京12チャンネルでテレビアニメ化。
- ギャートルズシリーズ
  - ギャートルズ、新ギャートルズ（1965年 - 1975年、漫画サンデー）
  - はじめ人間ゴン（1966年 - 1968年、科学と学習）
  - はじめ人間ギャートルズ（小学館の学習雑誌）
  - くたばれギャートルズ（1980年 - 1984年、ビッグコミックオリジナル）
    - 2度テレビアニメ化されている。1974年の『はじめ人間ギャートルズ』（朝日放送制作・TBS系→NET系）および、1996年の『はじめ人間ゴン』（NHK教育）。ただし『はじめ人間ゴン』については、同時期に篠田ひでおが『4年の学習』で連載していた同名のリメイク作品が直接の原作。
- 気になるあの人（1968年 - 1980年、女性セブン）
- 花の係長（1969年 - 1982年、週刊ポスト）
  - 1976年に毎日放送制作・TBS系でテレビアニメ化。
- さすらいのギャンブラー（1969年 - 1990年、ビッグコミック）
- オレ係長38歳（1973年 - 1985年、サンデー毎日）
- ペエスケ（1979年 - 1992年、朝日新聞夕刊）
  - 1990年に松竹配給で『ペエスケ ガタピシ物語』のタイトルで実写映画化。また同年、『ガタピシ』のタイトルでテレビ朝日でテレビアニメ化。

### 絵本
- 火星へシルクハットを（岩崎書店、1965年）
- 大恐龍運動ピテカン作戦（講談社、1971年） - 作画は村上豊。

### イラスト
レコードジャケット
いずれもコンパクト盤
- 高石友也「受験生ブルース」
- 殿さまキングス「係長5時を過ぎれば」

## 園山俊二を演じた人物
- 矢田耕司 - テレビアニメ『ぼくらマンガ家 トキワ荘物語』（日生ファミリースペシャル）

## 出演

### CM
- 日本中央競馬会（1976年、東京競馬場の芝2400メートルのコースを自分の脚で走ってみるというストーリー）